# Gwala elasmoceri
Gwala elasmoceri är en stekelart som först beskrevs av William Harris Ashmead 1900.  Gwala elasmoceri ingår i släktet Gwala och familjen sköldlussteklar. Inga underarter finns listade i Catalogue of Life.